# کربن هیل (آلاباما)

محل آلاباما در آمریکا

محل شهر در آلاباما.

کربن هیل شهری است در ایالت آلاباما در کشور آمریکا.

## مکان
کربن هیل در موقعیت ‎ ۳۳°۵۳’ ۲۶’’ N ۸۷°۳۱’ ۲۸’’ V (‏۳۳،۸۹۰۶۹۰; ‑۸۷،۵۲۴۳۰۷‏)‎ قرار دارد.با توجه به اطلاعات ادازه آمار آمریکا مساحت آن در حدود ۱۴،۵km² است.

## مردم‌شناسی
با توجه به آمار سال ۲۰۰۰ جمعیت آن ۲۰۷۱ نفر، ۸۸۰ خانواده در آن ساکن هستند.تعداد ۱۰۱۷ واحد خانه در هر مساحت تقریبی (۷۱akm²) قرار دارد.۲۲،۲% درصد از خانواده‌های فرزند زیر ۱۸ سال داشتند که از این تعداد ۴۶،۳% درصد زوج بوده و ۱۵،۱% درصد زنان بدون شوهر و ۳۴،۲% درصد نیز غیر خانواده بودند.متوسط درآمد یک خانواده در حدود US$۲۵۵۵۶ است و زنان درآمد متوسط US$۲۳۲۴۱ و مردان درآمد متوسط US$۱۵۱۷۰ بدست می‌آورند.